# 983 Гуніла
983 Гуніла (983 Gunila) — астероїд головного поясу, відкритий 30 липня 1922 року.
Тіссеранів параметр щодо Юпітера — 3,146.